# Briesesee
Der Briesesee ist ein rund 0,9 Hektar großes Gewässer auf der Gemarkung der Gemeinde Birkenwerder im Landkreis Oberhavel im Land Brandenburg.

## Lage
Der See liegt im nordöstlichen Bereich der Gemarkung Birkenwerder und wird von der Wohnbebauung durch die Bundesautobahn 10 getrennt, die südlich des Gewässers in West-Ost-Richtung durch die Gemeinde führt. Nordwestlich liegt Borgsdorf, ein Ortsteil der Stadt Hohen Neuendorf und direkt östlich angrenzend die Kolonie Briese. Er wird von der namensgebenden Briese gespeist, die von Nordosten her zufließt und nach Südwesten in Richtung Birkenwerder abfließt und die außerhalb der Bebauung fast vollständig zum Fauna-Flora-Habitat-Gebiets Briesetal gehört. Der 66-Seen-Wanderweg führt am See entlang.

## Nutzung

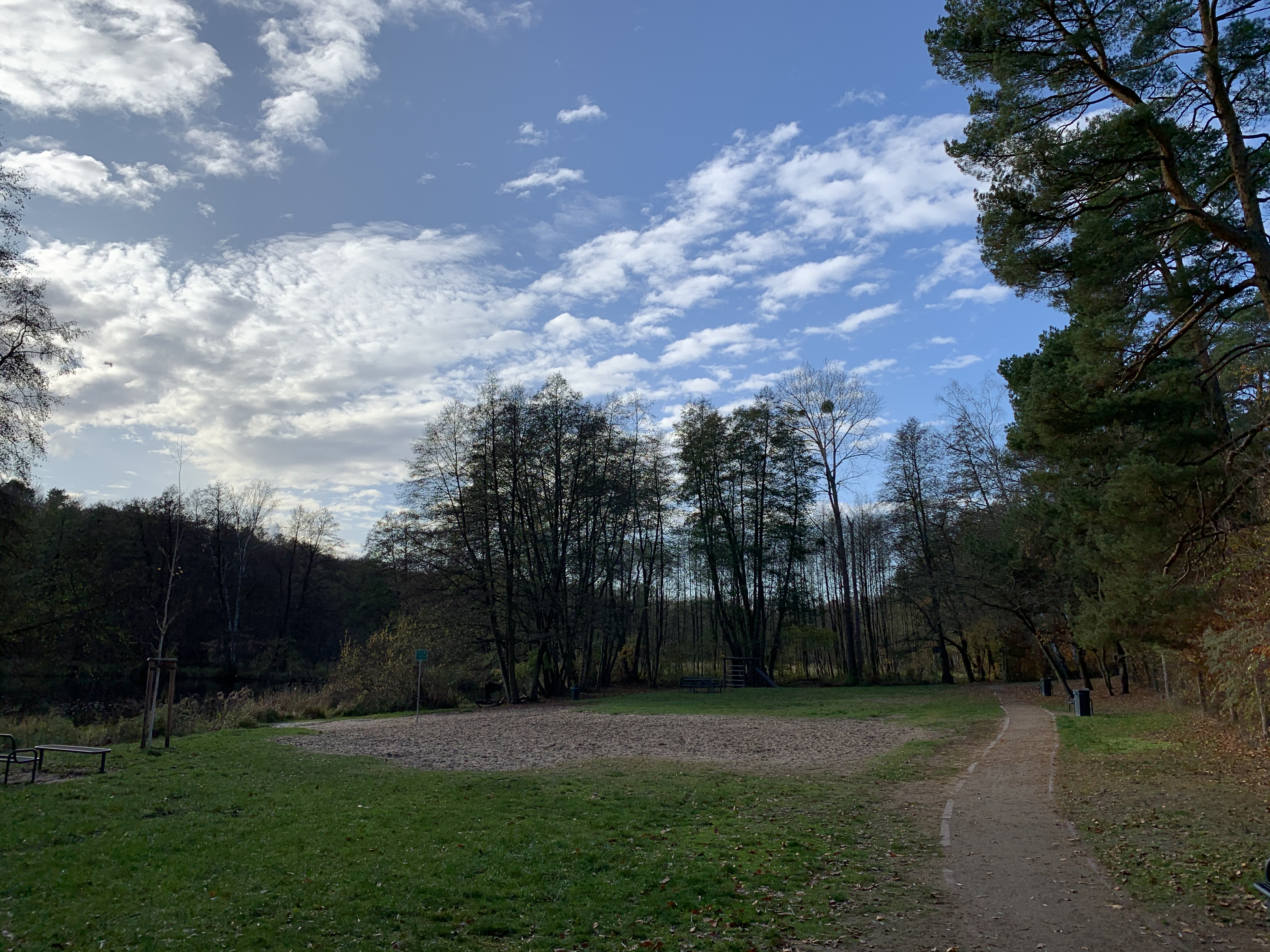
Badestelle am Nordufer

Der See wurde um 1900 künstlich angestaut. Am nördlichen Ufer befindet sich eine kleine Badestelle. Der See wird weiterhin für den Angelsport genutzt. Im Gewässer wurden Aale, Brassen, Hechte, Karauschen, Karpfen, Rotaugen und Schleien nachgewiesen.